# CMA CGM Tower
CMA CGM Tower — 33-этажный небоскрёб высотой 147 метров в центре делового квартала Euroméditerranée, расположенного рядом с портовой зоной на расстоянии примерно 1 км от исторического центра Марселя, Франция. Является самым высоким зданием Марселя.
Небоскрёб является штаб-квартирой французской компании CMA CGM, от береговой линии до штаб-квартиры всего около 100 м.
Автором проекта является одна из самых известных архитекторов в мире, британка арабского происхождения Заха Хадид. Бюро Zaha Hadid Architects одержало победу в конкурсе на проектирование в 2004 году, скооперировавшись с местными архитекторами из SRA-RTA и инженерами из Ove Arup & Partners.
Здание построено компанией Vinci — подразделением GTM Construction.
Строительство было окончено в сентябре 2011 года.
Здание вмещает до 2700 сотрудников; парковка рассчитана на 700 автомобилей и 200 мотоциклов и мотороллеров. Кроме того, проектом предусмотрены ресторан на 800 посетителей, спортивный зал, аудитория. Общая площадь комплекса — около 94 000 кв. м.
В 2011 году CMA CGM Tower вошел в топ-10 небоскребов года, заняв 3-е место по версии премии Emporis Skyscraper Award — единственной премии в мире, которая присуждается исключительно небоскребам.

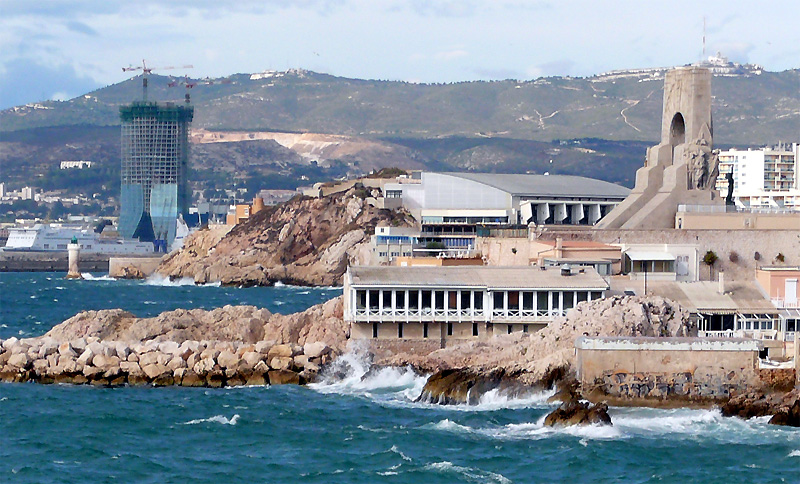
Строительство, сентябрь 2008